# Oyri (Faeröer)
Oyri is een dorp dat behoort tot de gemeente Sunda kommuna in het westen van het eiland Eysturoy op de Faeröer. Oyri heeft 142 inwoners. De postcode is FO 450. 

## Externe links

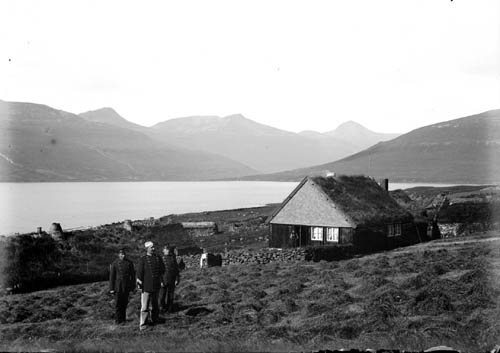
Oyri in 1899
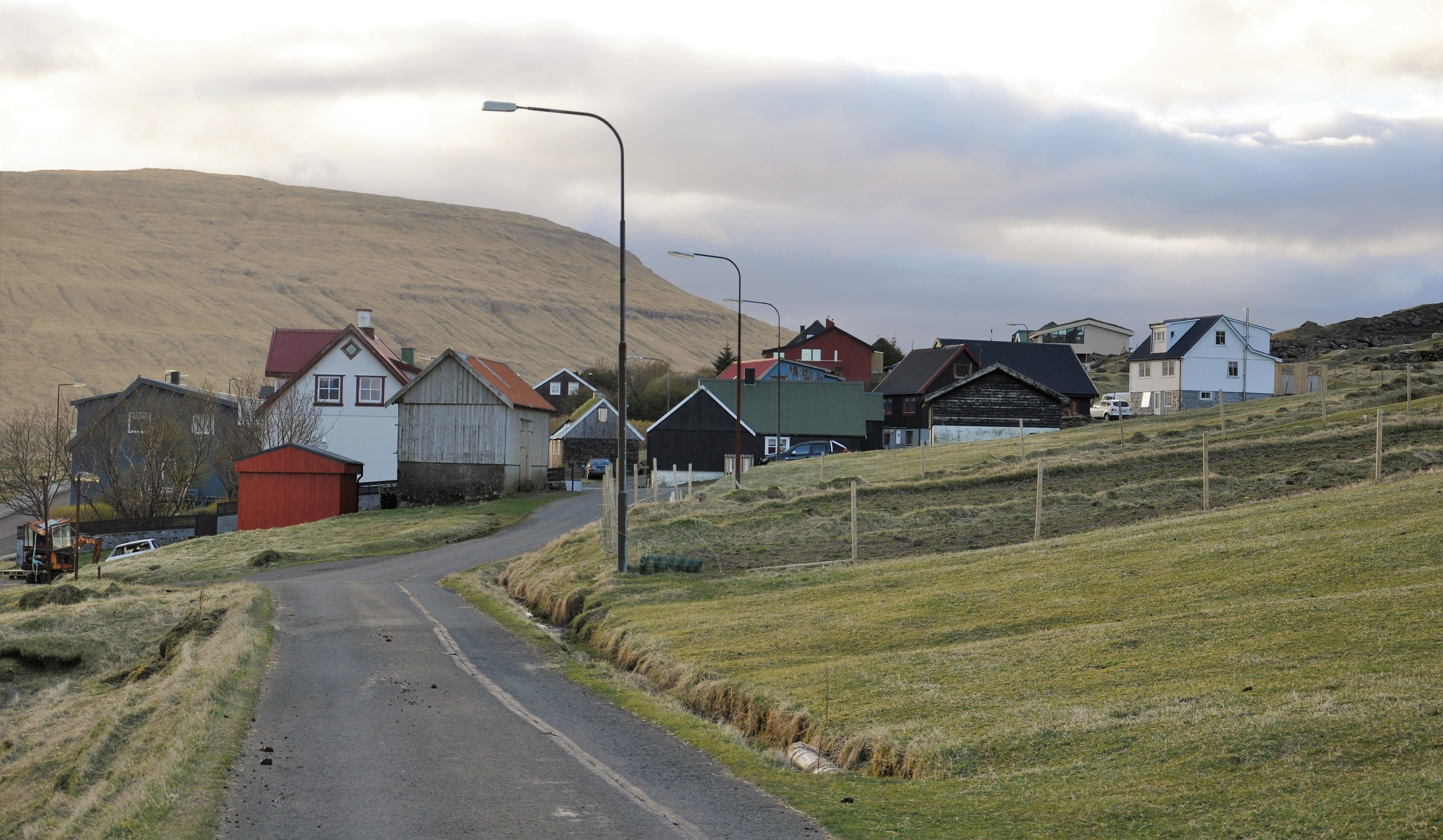
Oyri in 2022
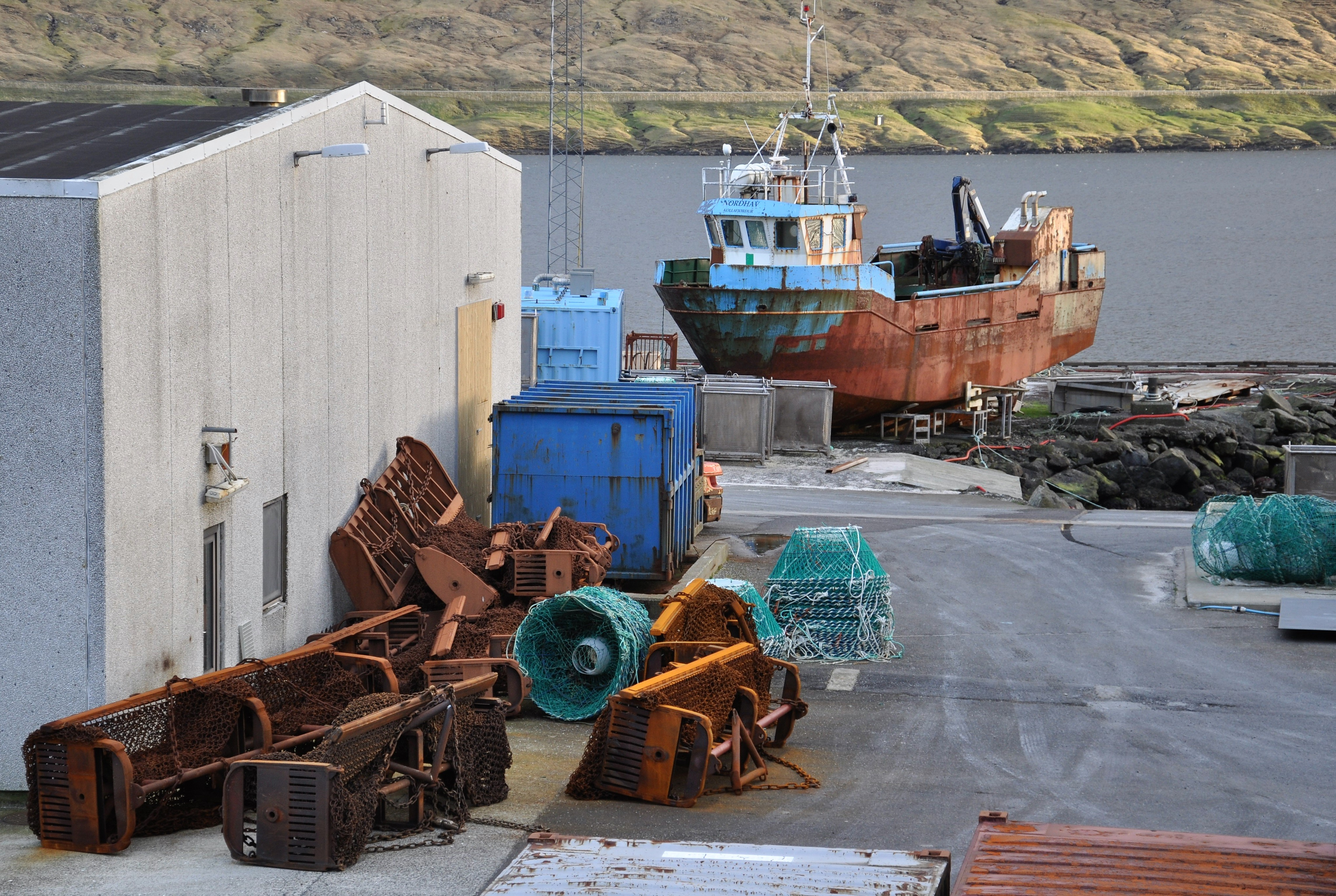
Tafereel in de haven
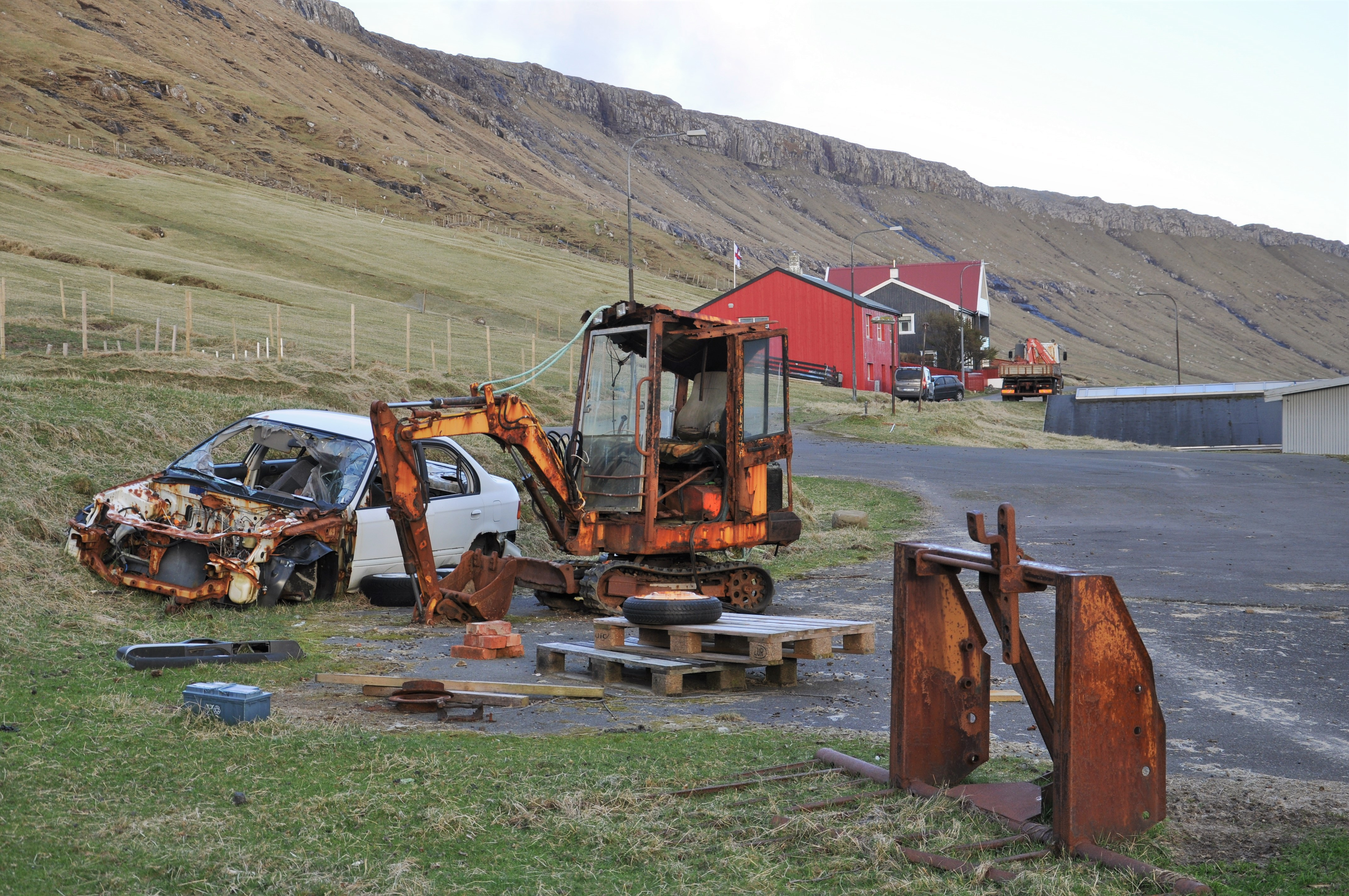
straatscène